# Волынский, Василий Яковлевич Щепа
Василий Яковлевич Волынский по прозванию Щепа — московский дворянин и воевода во времена правления Ивана IV Васильевича Грозного, Фёдора Ивановича и Бориса Годунова.
Из дворянского рода Волынских, единственный сын Волынского Якова Васильевича Крюк.

## Биография
В 1583 году второй воевода в Казани, в большом городе. В 1584 году годовал в Казани третьим воеводою. В 1585 году второй воевода в Свияжске. В мае 1579 года, в чине московского дворянина, находился с другими дворянами в золотой Грановитой палате, при представлении Государю посла императора Рудольфа. В 1594 году описывал вотчинные и поместные земли в Вяземском уезде. В 1595-1597 годах описывал Рязанские земли, результатом чего стали <<Книги платёжные Рязанские>>. В 1598 году велено быть на Москве в осаде, в Новом Царёве-городе, за Неглинной улицей, от рек Москва по Неглинную. В 1598 году в чине московского дворянина подписался на грамоте об избрании на царство Бориса Годунова. В 1599-1600 воевода в Свияжске.
Крупный землевладелец: за ним в Вяземском уезде находились деревни Высоцкое, Никитино, в Волостенском стане деревни Станы, Крутая и другие, а всего в 4-х станах 735 четвертей при его окладе в 800 четвертей.
В 1601 году написал духовное завещание, которым свои имения, двор в Москве за Неглинной на Успенском Вражке, вотчины в Муроме завещал жене и сыновьям. Просил похоронить его в Троице-Сергиевом монастыре возле отца.

## Семья
Жена: Агафья Семёновна урождённая Копнина — дочь Семёна Сидоровича Копнина, в инокинях Анисия. В 1619 году написала духовное завещание, которым отдавала свои имения — сыновьям.
Дети:
- Волынский Пётр Васильевич Щепа — стряпчий с платьем и воевода.
- Волынский Фёдор Васильевич Щепа — воевода и окольничий.
- Волынский Иван Васильевич Щепа — стольник и воевода.
- Волынский Семён Васильевич Щепа — дворянин московский и воевода.
- Волынская № Васильевна — выдана за муж за боярина Морозова Петра Васильевича.